# بلر نایلز
بلر نایلز (انگلیسی: Blair Niles; ۱۵ ژوئن ۱۸۸۰ – ۱۳ آوریل ۱۹۵۹) رمان‌نویس، نویسنده، پرنده‌شناس، گردشگر، عکاس، و جغرافی‌دان اهل ایالات متحده آمریکا بود.

## اوایل زندگی و اکتشافات
با نام اصلی مری بلر رایس، بلر در «دِ اُوکس»، مزرعه والدینش در استنتون، ویرجینیا به دنیا آمد. او آموزش‌های اولیه خود را در خانه تحت نظر مادرش، ماری گوردون «گوردی» رایس، که مدرسه شبانه‌ای برای چهار فرزند خود و فرزندان کشاورزان اجاره‌نشین برپا کرده بود، دریافت کرد. در سن ۱۴ سالگی، بلر وارد مدرسه شبانه‌روزی نورثفیلد برای دختران جوان در ماساچوست شد و سپس در مؤسسه پرات در بروکلین تحصیل کرد و به یادگیری علوم خانگی پرداخت.
در سال ۱۹۰۲، او با ویلیام بیب، مسئول پرندگان در پارک جانورشناسی نیویورک، که اکنون باغ‌وحش برانکس است، ازدواج کرد. در اولین سال ازدواجشان، آن‌ها سه سفر ماه‌عسل انجام دادند: به نوا اسکوشیا، اوک لاج، یک پانسیون برای طبیعت‌شناسان در رودخانه ایندیان در فلوریدا، و به جزیره کاب، ویرجینیا.
در سال ۱۹۰۴، آن‌ها به مکزیک سفر کردند، و در سال‌های ۱۹۰۸ و ۱۹۰۹ به ونزوئلا و بریتیش گویانا سفر کردند تا مکان مناسبی برای ایستگاه تحقیقات استوایی مورد حمایت باغ‌وحش برانکس پیدا کنند. وقتی آن‌ها کتاب جستجوی ما برای طبیعت وحشی را دربارهٔ سفرهایشان به آمریکای جنوبی منتشر کردند، بلر به شناختی که مدت‌ها آرزو داشت رسید: او به‌عنوان یکی از نویسندگان کتاب ذکر شد و نامش در ابتدا آمد.
برنامه‌های آن‌ها برای تأسیس ایستگاه تحقیقاتی استوایی در آمریکای جنوبی وقتی متوقف شد که آنتونی آر. کوسر پیشنهاد حمایت مالی برای یک سفر هجده‌ماهه به آسیا را با هدف مطالعه و جمع‌آوری قرقاول‌ها ارائه داد. در دسامبر ۱۹۱۰، آن‌ها با کشتی آر.ام.اس لوسیتانیا سفر خود را برای سفر قرقاول‌ها آغاز کردند. آن‌ها به سیلان (اکنون سری‌لانکا)، برمه (میانمار)، هند، چین، بورنئو، اندونزی، مالزی، ژاپن، و سنگاپور سفر کردند.

## طلاق و مبارزه برای حق رأی
در سال ۱۹۱۳، بلر به رینو سفر کرد تا از ویلیام بیب به دلیل خشونت طلاق بگیرد. چند روز پس از طلاق، او با رابرت «رابین» نایلز، یک معمار، ازدواج کرد. برای چند سال، او در جنبش حق رأی زنان فعالیت داشت و به‌عنوان نماینده نیویورک در اتحادیه کنگره‌ای برای حق رأی زنان خدمت کرد.

## دوران نویسندگی
در اوایل دهه ۱۹۲۰، بلر شروع به نوشتن کتاب‌های سفر کرد. در سال ۱۹۲۳، او کتاب سرگردانی‌های غیررسمی در اکوادور را منتشر کرد. کتاب کلمبیا: سرزمین معجزات در سال ۱۹۲۴ و نمایشگاه پرو در سال ۱۹۳۷ منتشر شدند. او رویکردی جدید در نوشتن کتاب‌های سفر توسعه داد که به آن «کتاب سفر انسانی» می‌گفت و در آن فرهنگ معاصر را با گذشته پیوند می‌داد، از طریق بررسی تاریخ، سنت‌ها و افسانه‌ها.
کتاب موفقیت‌آمیز او هاییتی سیاه: زندگینامه دختر بزرگ آفریقا (۱۹۲۶) بود که داستان بزرگ‌ترین شورش بردگان در تاریخ به رهبری توسن لوورتور را روایت می‌کرد. این کتاب با محکوم به جزیره شیطان (۱۹۲۸) که روایتی داستانی از فرارهای رنه بلبنوآ، زندانی در مستعمره کیفری جزیره شیطان در گویان فرانسه بود، دنبال شد. این کتاب به یک فیلم هالیوودی به نام محکوم تبدیل شد. بلر نخستین زنی بود که از جزیره شیطان بازدید کرد. کتاب او به جلب توجه عمومی به زندان کمک کرد که در نهایت به تعطیلی آن منجر شد.
وقتی رکود اقتصادی شروع شد، بلر مکان‌هایی نزدیک‌تر به خانه را برای تحقیق انتخاب کرد. در سال ۱۹۳۱، او کتاب برادر عجیب را منتشر کرد، که نخستین کتابی بود که مردان همجنس‌گرا را در هارلم با همدلی به تصویر کشید. بلر سپس به نوشتن کتاب‌هایی دربارهٔ آمریکای لاتین پرداخت، با تمرکز بر تمدن‌های آزتک، اینکا و کیچه.
در صدمین سالگرد تصمیم دیوان عالی آمریکا در پرونده ایالات متحده علیه آمستاد، بلر رمانی نوشت که نسل جدیدی را با این تصمیم آشنا کرد؛ تصمیمی که حکم داد آفریقایی‌های ربوده‌شده مالکیت «صاحبان» خود را ندارند. این کتاب که شرق به‌وسیله روز نام دارد، توسط خوانندگان نیویورک هرالد برای خوانندگان بریتانیا به‌عنوان یکی از بیست کتاب انتخاب شد. این اثر، به‌عنوان نوعی عذرخواهی بلر برای نقش پدربزرگش در جنگ داخلی ایالات متحده بود.
او می‌دانست که پدربزرگش، راجر اتکینسون پرایر، در چارلستون، کارولینای جنوبی سخنرانی کرده بود و کنفدراسیون‌ها را تشویق کرده بود تا به فورتر سمتر آتش گشوده و ایالت ویرجینیا را مجبور به جدایی کنند. به گزارش نیویورک تایمز، این سخنرانی «جرقه‌ای بود که انبار باروت را منفجر کرد و جنگ را آغاز کرد.»
به‌عنوان یکی از مشاوران ژنرال کنفدراسیون بیورگارد، راجر پیشنهاد شلیک اولین توپ جنگ داخلی را رد کرد. این کتاب بلر را برای نوشتن شرق به‌وسیله روز الهام‌بخش کرد.